# Il Pigmalione
Il Pigmalione ist eine Oper (Originalbezeichnung: „scena lirica“) in einem Akt von Gaetano Donizetti. Als Libretto nutzte er einen vorhandenen Text von Antonio Simone Sografi. Literarische Grundlage waren die Bühnenwerke Pygmalion von Jean-Jacques Rousseau bzw. die Metamorphosen von Ovid. Donizetti komponierte das Werk im Alter von 19 Jahren. Es war seine erste Oper.

## Handlung
König Pigmalione von Kreta will sein Leben einzig der Kunst widmen und schwört dem Kontakt zu Frauen ab. So widmet er sich allein der Bildhauerkunst und ist im Begriff eine Statue der Galatea zu erschaffen. Als diese nahezu vollendet ist, erfasst ihn wegen deren Schönheit und Vollkommenheit jedoch erneut ein starkes Interesse am weiblichen Geschlecht. Er fühlt sich außerstande, die Statue zu vollenden, da er sie inzwischen als lebendes Wesen betrachtet, das er mit seinem Werkzeug nicht verletzen will. Verzweifelt ruft er die Liebesgöttin Aphrodite an und bittet sie, seine Galatea-Skulptur  in einen lebendigen Menschen zu verwandeln. Tatsächlich erweckt Aphrodite die steinerne Galatea zum Leben. Diese verliebt sich sofort in den König und beide schwören sich ewige Liebe.

## Aufführungen
Donizetti schrieb diese Oper im Jahr 1816 höchstwahrscheinlich als Studienarbeit. Die letzte Seite des Autografs trägt den Vermerk, dass er die Arbeit am 15. September begann und am 1. Oktober kurz vor zwei Uhr morgens abschloss. Möglicherweise wollte er seinem Lehrer Johann Simon Mayr, der ihn im September in Bologna besuchte, damit seine Fortschritte zeigen. Da er hierfür aus finanziellen Gründen kein neues Libretto in Auftrag geben konnte, nutzte er einen vorhandenen Text von Antonio Simone Sografi für Giambattista Cimador damals viel gespielte dramatische Szene Pimmalione aus dem Jahr 1790, die ihrerseits auf Jean-Jacques Rousseaus Pygmalion zurückgeht.
Die Uraufführung fand erst am 13. Oktober 1960 im Rahmen des XVII. Festival del Teatro delle Novità im Teatro Donizetti in Bergamo unter der Leitung des Dirigenten Armando Gatto statt. Orianna Santunione-Finzi sang die Galatea und Doro Antonioli den Pigmalione. Das Werk wurde mit den Opern-Einaktern La sentenza von Giacomo Manzoni und L’ammiraglio von Alessandro Andreoli kombiniert, die beide ebenfalls zum ersten Mal gezeigt wurden.

## Diskografie (Auswahl)
- 1990, mit Paolo Pellegrini, Susanna Rigacci, Dirigent: Fabio Maestri, Orchestra giovanile „In Canto“, Audio-CD: Bongiovanni Recordings